# Lukup Sabun Barat
Lukup Sabun Barat is een bestuurslaag in het regentschap Aceh Tengah van de provincie Atjeh, Indonesië. Lukup Sabun Barat telt 326 inwoners (volkstelling 2010).